# 16. vestlige længdekreds
Den 16. vestlige længdekreds (eller 16 grader vestlig længde) er en længdekreds, der ligger 16 grader vest for nulmeridianen. Den løber gennem Ishavet, Grønland, Island, Atlanterhavet, Afrika, det Sydlige Ishav og Antarktis.